# پامبولا، نیو ساوت ولز
پامبولا (به انگلیسی: Pambula) یک شهرک در استرالیا است که در نیو ساوت ولز واقع شده‌است.